# Alloispermum scabrifolium
Alloispermum scabrifolium là một loài thực vật có hoa trong họ Cúc. Loài này được (Hook. & Arn.) H.Rob. mô tả khoa học đầu tiên năm 1978.